# Dekaloog, tien
Dekaloog, tien (Pools: Dekalog, dziesięć) is een Poolse televisiefilm uit 1988. Dit tiende deel van de Dekaloogserie van regisseur Krzysztof Kieślowski gaat over het tiende gebod: Begeer niets dat van uw naaste is.

## Verhaal
Twee broers ontmoeten elkaar voor het eerst in jaren nadat hun vader is overleden. Hun vader, die in armoede leefde, blijkt een enorme verzameling postzegels van grote waarde te hebben nagelaten. In eerste instantie kennen de broers de waarde niet en willen ze er vanaf. Nadat ze de waarde kennen, willen ze de collectie, die het levenswerk van hun vader is, niet meer verkopen maar compleet maken.
De broers komen voortdurend oplichters tegen die proberen de collectie in handen te krijgen. Als de broers erachter komen dat er een zeer waardevolle postzegel ontbreekt, doneert een van de broers zijn nier om deze via een omweg in te ruilen voor de postzegel. Tijdens de operatie breekt echter iemand in het appartement in en steelt de postzegelverzameling. De twee broers beschuldigen elkaar in het geheim ervan de verzameling te hebben gestolen. Enige tijd later ontmoeten ze op straat de echte daders en kunnen ze zich met elkaar verzoenen.  

## Rolverdeling
| Acteur               | Personage |
| -------------------- | --------- |
| Zbigniew Zamachowski | Artur     |
| Jerzy Stuhr          | Jerzy     |
| Henryk Bista         | winkelier |
| Olaf Lubaszenko      | Tomek     |
| Maciej Stuhr         | Piotrek   |